# Reflexiones del mal
Reflexiones del mal (título original: Reflections of Evil) es una película estadounidense de comedia, drama y fantasía de 2002, dirigida por Damon Packard, que a su vez la escribió, y también la protagonizo junto a Nicole Vanderhoff, Lana Turner y Tony Curtis, entre otros. Este largometraje fue producido por Pollock Trust Fund y Pookie Films; se estrenó el 22 de marzo de 2002.

## Sinopsis
Bob es un hombre obeso que vende relojes, y es adicto a los dulces, esta conducta pone en riesgo su salud y podría matarlo antes de tiempo. El espíritu de su hermana pretende ayudarlo, mientras, él quiere hallar a una mujer que vio una vez en una visión.